# Brian Hart (azienda)
La Brian Hart Ltd., conosciuta anche come Hart o Hart Racing Engines, è stato un costruttore di motori per auto da corsa che ha disputato 144 Gran Premi di  Formula 1, fornendo la motorizzazione a un totale di 368 vetture. Ha conquistato, in Formula 1, due pole position, due giri veloci, cinque podi e, in tutto, 63 punti iridati.

## Storia

### Le formule minori
Fondata nel 1969 in Regno Unito da Brian Hart, inizialmente operò per preparare propulsori costruiti da altri fabbricanti per un ampio numero di team inglesi partecipanti a diverse categorie motoristiche. Hart incontrò un particolare successo nello sviluppo del motore Ford Cosworth FVA. Il titolo europeo di Formula 2 venne vinto nelle stagioni 1971 e 1972 proprio da un motore Ford preparato da Hart, e il 2000 cc BDA, sempre preparato da Hart, divenne il motore di riferimento per la maggior parte delle vetture rally spinte da un Ford.
Con l'uscita della Ford dalla Formula 2 nella metà degli anni settanta la Hart cominciò a produrre motori propri. Il primo fu il quattro cilindri Hart 420R F2 , costruito nel 1976, che divenne competitivo al termine del decennio. Nel 1978 iniziò la collaborazione con la scuderia Toleman, che portò ad un importante uno-due nella classifica dell'europeo di Formula 2 nel 1980.

### La Formula 1
Quando, nel 1981, la Toleman decise l'approdo in Formula 1, fu naturale che venisse seguita dalla Hart.
A causa del ritardo della partenza dell'iniziativa, la vettura fu pronta per il Gran Premio di San Marino, quarta gara stagionale, mentre ancora più travagliato fu lo sviluppo del motore. La prima versione altro non era che una riduzione di cilindrata di un motore studiato del motore di Formula 2. Tale motore era sottopotenziato e anche strutturalmente inadeguato, non essendo in grado di sostenere cambio e sospensioni  (la vettura necessitava di longheroni posteriori che partendo dalla monoscocca andavano a sostenere l'asse posteriore).
Solo a partire dal Gran Premio di Olanda fu disponibile il nuovo motore con testata e basamento ottenuti in un unico blocco fuso (senza quindi guarnizioni della testa).
Come risultato, anche per i problemi della vettura l'anno fu negativo: le difficoltà dell'esordio furono rese palesi da due sole qualificazioni ottenute nei gran premi d'Italia, con Brian Henton, e di Las Vegas, con Derek Warwick.
Nel 1982 le cose andarono un po' meglio con regolari qualificazioni e la soddisfazione del giro più veloce di Derek Warwick al Gran Premio d'Olanda 1982.
Nel 1983 il passaggio alle turbine Cummins-Holset in luogo della Garrett portò varie soddisfazioni, dai primi punti nel Gran Premio di Olanda e poi negli anni successivi arrivarono il secondo posto e giro più veloce al Gran Premio di Monaco 1984 (con Ayrton Senna alla guida) e della pole position di Teo Fabi al Gran Premio di Germania dell'anno successivo.
Nello stesso periodo, gli Hart vennero utilizzati da altri team come la RAM (1984-85), la Spirit (1984-85) e il team Haas Lola (1985-86). Hart dimostrò che anche con budget ridotti (una dozzina di dipendenti contro le centinaia del reparto motori Formula 1 delle grandi case) era possibile creare motori dignitosamente competitivi.
Dopo l'abbandono della Toleman nel 1985 e il divieto di montare propulsori turbo, dopo alcune traversie economiche (per un certo periodo le quote maggioritarie della società passarono alla Cosworth), la Hart venne il tempo di tornare a fare la preparatrice di motori Ford.

Dal 1987 si occupò della preparazione dei motori Cosworth DFZ e dal 1989  il Cosworth DFR V8 a favore di un certo numero di team di Formula 1, inclusa la Larrousse,.
Nel 1993 la Hart decise di riprendere la strada del propulsore proprio con un 3500cc V10 montato su una Jordan. Nel 1994 Rubens Barrichello conquisterà il terzo posto nel Gran Premio del Pacifico e la pole in quello del Belgio.  Nel 1995 la modifica del regolamento tecnico che impone a 3000cc la massima cilindrata convinse la Hart a passare a una conformazione a V8. Questo motore spingerà la Footwork-Arrows nelle due stagioni 1995 (massimo risultato terzo posto di Gianni Morbidelli al Gran Premio d'Australia) e 1996 e, nel 1997, la Minardi.  Brian Hart inizierà una nuova avventura disegnando il nuovo motore "Arrows T2-F1" per la TWR-Arrows, prima di venire travolto dalle difficoltà finanziarie di questa.

### La fusione con la Arrows
Tom Walkinshaw diverrà il nuovo proprietario della compagnia, che venne fusa con la struttura dell'Arrows. Il Yamaha V10 usato l'anno precedente (in realtà un Judd rimarchiato) fu sostituito dal nuovo "Arrows T2-F1" progettato da Brian Hart e corse nelle stagioni 1998-1999 col nome di Arrows V10; il finlandese Mika Salo sarà capace di conquistare il quarto posto al Gran Premio di Monaco 1998. Frustrato dall'assenza di risultati di rilievo Hart abbandonerà l'anno seguente l'Arrows. Con il fallimento della struttura di Walkinshaw nel 2002, la compagnia ha chiuso i battenti.

### Rally
Due volte Brian Hart si trovò a collaborare con la Ford per il mondiale rally. Entrambe le volte il progetto naufragò per motivi estranei al motorista inglese: nel 1982 una versione sperimentale della Ford Escort RS 1700T con motore Hart 420R, portato a 2290cc di cilindrata, venne testata come versione alternativa a quella con motore 1800 Turbo. Entrambe le versioni non correranno.
Nel 1986 sviluppò la versione evoluzione per il 1987 del motore 1800 turbo della Ford RS200, ma il bando delle vetture Gruppo B portò all'abbandono del progetto.